# Pollack (kortspel)
Pollack är ett tyskt kortspel för fyra deltagare, som spelar ihop partnervis. En lek med 32 kort (utan 2:or t.o.m. 6:or) används. Spelet är ett sticktagningsspel och går ut på att uppnå en summa av 31 poäng före motståndarsidan. Poäng erhålls för vissa hemspelade kort (till exempel 3 poäng för varje ess), för vissa kombinationer bland de hemspelade korten (till exempel 4 poäng för fyra tior) samt för att ha vunnit det sista sticket.